# Floris Arntzenius
Pieter Florentius Nicolaas Jacobus Arntzenius (Soerabaja, 9 juni 1864 – 's-Gravenhage, 16 februari 1925) was een Nederlands kunstschilder. Hij wordt gerekend tot de jongere garde van de Haagse School.
Hij vervaardigde portretten, landschappen, stillevens en werd vooral bekend door zijn stemmige Haagse stadsgezichten.

## Vroege carrière
In 1882 wordt hij leerling bij de schilder Frederik Nachtweh in Amsterdam en daarna van 1883 tot 1888 aan de Rijksacademie in Amsterdam, waar onder anderen August Allebé en Barend Wijnveld zijn leermeesters zijn. Onder zijn medeleerlingen bevinden zich later bekend geworden kunstenaars als George Hendrik Breitner, Isaac Israëls, Jan Veth en Willem Witsen. Zijn schildersstudie wordt ten slotte afgesloten met het volgen van lessen aan de Antwerpse academie van Beeldende kunsten van 1888 tot 1889.
Een korte reis naar Amerika volgde waarna hij gedurende twee jaren een atelier heeft in de Sarphatistraat in Amsterdam. In 1890 wordt hij lid van Arti et Amicitiae en in 1891 ook van Sint Lucas.

## Den Haag

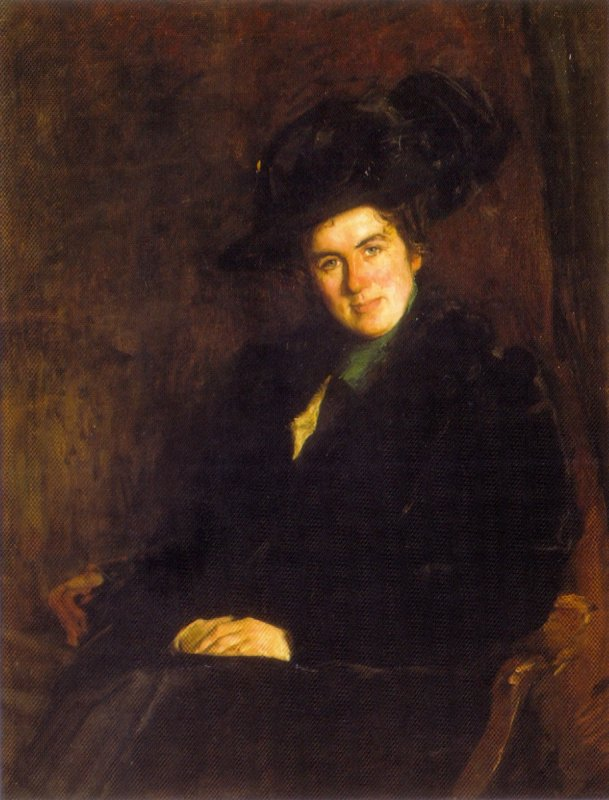
Portret van Lide Doorman
(Collectie Kunstmuseum Den Haag)

De dood van Arntzenius' vader in 1892 brengt hem ertoe zich met zijn moeder blijvend in Den Haag te vestigen. Arntzenius voelt zich spoedig thuis in de residentie en ontwikkelt zich tot een bekwaam schilder van Haagse stadsgezichten. Gedurende korte tijd betrekt hij een atelier in de Piet Heinstraat, daarna samen met C.A. van Waning het vroegere atelier van B.J. Blommers aan het Spui. In 1892 wordt hij lid van Pulchri Studio, van 1895 tot 1897 is hij commissaris voor de Teekenzaal en Etsclub van dit genootschap, van 1897 tot 1901 secretaris, daarna commissaris van de kunstzalen.
In 1896 wordt hij als lid van de Hollandsche Teekenmaatschappij aangenomen, die het aquarelleren onder de leden stimuleert.
Hij huwde op 6 september 1900 met Alida Margaretha Maria (Lide) Doorman, schilderes. Uit dit huwelijk werden vier dochters geboren, onder wie kunstenares Lies Arntzenius.
Den Haag, rustiger dan Amsterdam, nodigt hem tot het schilderen van intieme stadstaferelen van klein formaat, waarbij het hem vooral om de atmosferische stemming gaat. Hij houdt van de bedrijvigheid op de markt en bij de schuiten langs de Bierkade met op de wal de kleurige kisten en tonnen, van de paarden voor huurrijtuigen of sleperswagens, van straten na de regen, als het natte asfalt de kleuren weerspiegelt. Hij houdt ook van mistig weer dat vormen doet vervagen. Het ritme van de stad fascineert hem, de onregelmatige gevellijn, de verticale beweging van ramen en gevels, doorbroken door uithangborden en vlaggenstokken en het gewemel van mensen en voertuigen in de straten. Meer dan eens komt in zijn werk een huurkoetsje met een wit paard voor en dikwijls een slagersjongen met een mand aan de arm die, gekleed in zijn witte jasje, direct aandacht vraagt.
Arntzenius wordt altijd gezien als dé meester van Haagse stadsgezichten en als Haags tijdgenoot en tegenvoeter van de grote Amsterdamse impressionisten Breitner en Israëls. Echter, daar waar Breitner en Israëls vergunningen hadden om op straat te werken, moest Arntzenius een «venster huren». Zijn gedetailleerdheid en sfeertekening van het straatleven maken van zijn schilderijen unieke tijdsdocumenten.
Behalve in de stad werkt hij, evenals onder anderen Johannes Akkeringa en W.B. Tholen, langs het kanaal naar Scheveningen, bij de zandafgravingen waar schepen het zand afvoeren en bij de Haringkade, waar nettenboetsters bezig zijn en ten slotte aan het strand. Zijn stranden ademen rust; enkele figuren, wat badstoelen of -koetsjes zijn hem voldoende stoffering. Dikwijls dienen zijn vrouw en kinderen als model. Er zijn stranden bij met een Franse sfeer, die bovendien door de weergave van de motieven in grote vormen en vlakke tonen herinnering oproepen aan werken van schilders als Whistler, die invloed verraden van Japanse kunstenaars.
Na 1896 heeft Arntzenius steeds in eigen atelier gewerkt op verschillende adressen in Den Haag totdat hij in 1913 aan de Wagenaarweg 5 gaat wonen, in het vroegere huis van Hendrik Haverman, dat twee ateliers bevat.

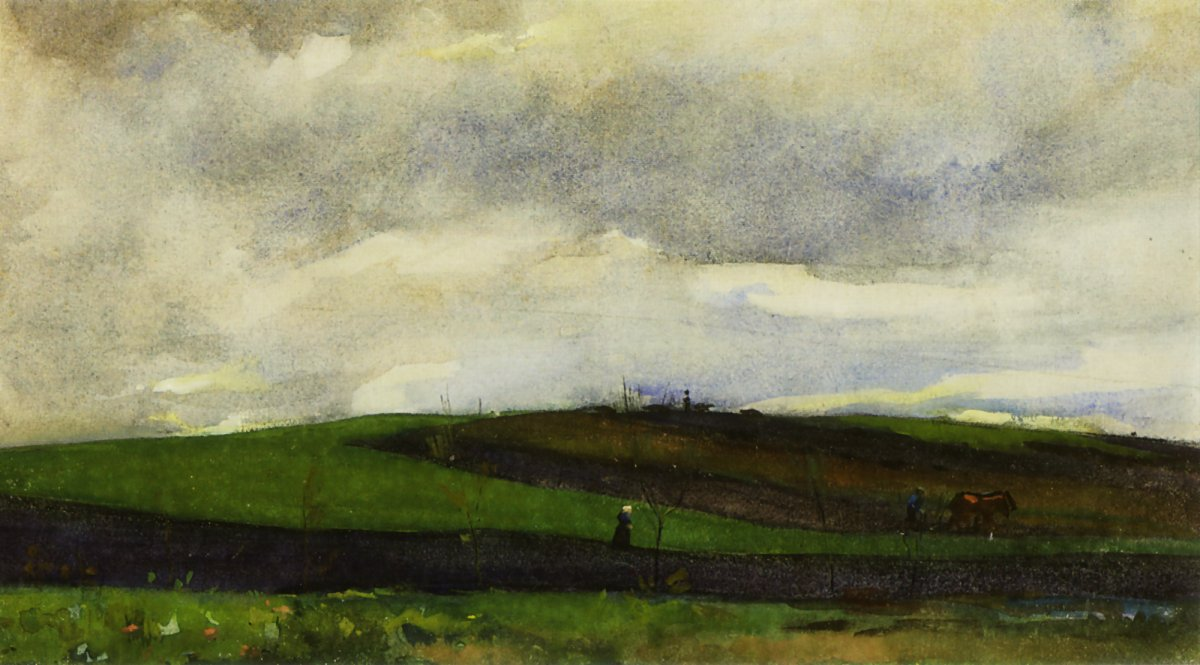
Ploegende boer in glooiend landschap

In 1910 opent Arntzenius een atelier voor leerlingen, waartoe bijvoorbeeld Herman Heuff en Ina Hooft behoren. Van die tijd af vermindert het schilderen van stadsbeelden. Als hij in 1917 er zich weer op toelegt behandelt hij dit onderwerp op losse impressionistische manier. Deze werkwijze heeft hij ook in vroeger werk toegepast, maar toen kwam het ook voor dat details en figuren tamelijk nauwkeurig en realistisch werden vertolkt. Nu worden ze overwegend in vlotte penseelstreken aangeduid en als kleurvlekken in het geheel opgenomen, zowel in aquarellen als olieverven. Het totaalbeeld is groot gezien en gebonden door een grijze toon, die het gegeven een enigszins dromerige sfeer verleent. Naast de zuivere aquarel komen in het oeuvre voorstellingen in waterverf voor op een ondertekening van zwart krijt, wat een pittig effect geeft.
Lide Arntzenius heeft tijdens haar huwelijk het schilderen geheel naar de achtergrond gedrongen en het gezin voorrang gegeven. Daarbij heeft ze alles op alles gezet om te zorgen dat niets het werk van Floris in de weg stond. Pas na zijn overlijden heeft zij haar eigen werk weer opgevat en dat tot haar dood in 1954 voortgezet. Haar onderwerpen waren stillevens, vooral bloemen, en portretjes.

## Persoon
Arntzenius had geen behoefte gehad veel te reizen. De schoonheid van eigen land en directe omgeving bood hem de nodige inspiratie voor het werk. Hoewel hij vooral bekendheid heeft gekregen door zijn 'straatjes' komen door zijn gehele oeuvre onderwerpen voor als stillevens, vooral bloemen; portret, waaronder veel zelfportretten, en figuur. De spontaan tot stand gekomen portretten zijn de allerbeste. Hij hield niet van opdrachten, maar heeft zich er toch niet aan willen onttrekken. Zij vormden, naast de vele werken die hij geregeld op zijn tentoonstellingen verkocht, een goede bron van inkomsten. Talrijk zijn de vlotte tekeningen en aquarellen van vrienden en bekenden, waargenomen op tentoonstellingen, in de sociëteit of op veilingen in Pulchri en in Riche, stamcafé van vele Hagenaars. Arntzenius heeft enthousiast deelgenomen aan het kunstenaarsleven van zijn tijd en had een ruime vriendenkring, waarvan onder anderen Akkeringa, Haverman, Isaac Israëls, Willem Maris, Tholen en Willem de Zwart deel uitmaakten. Hij heeft zich nooit geweld aangedaan 'anders' te gaan werken omdat de tijd dit vroeg, maar volgde te midden van veranderende richtingen rustig zijn eigen weg.

## Galerij

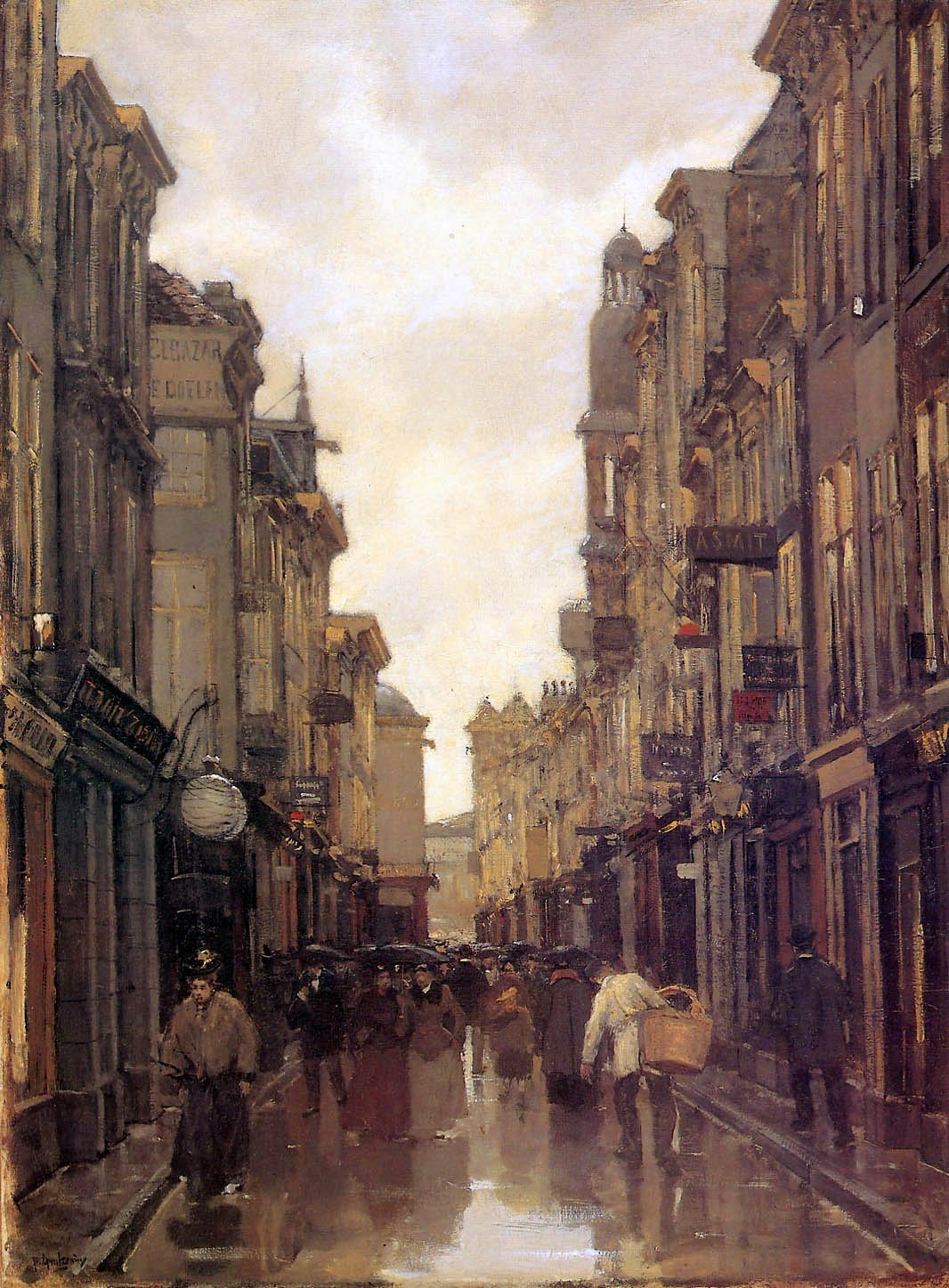
Spuistraat, Den Haag
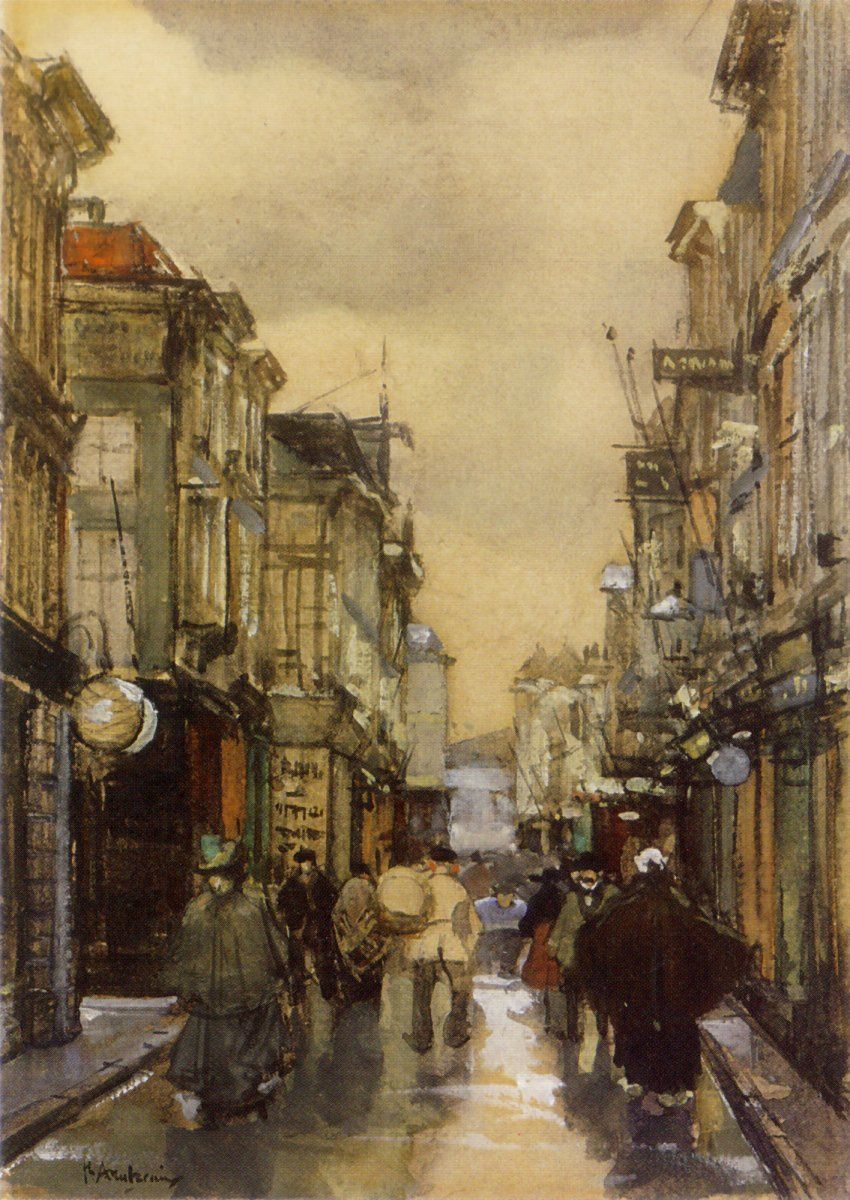
Spuistraat, Den Haag (gouache)
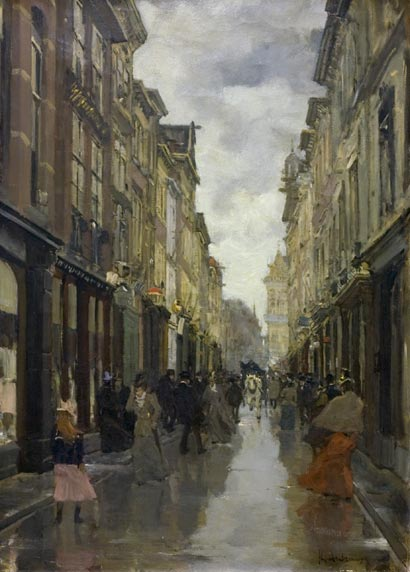
Spuistraat, Den Haag (1919), olieverf (Collectie Haags Historisch Museum)
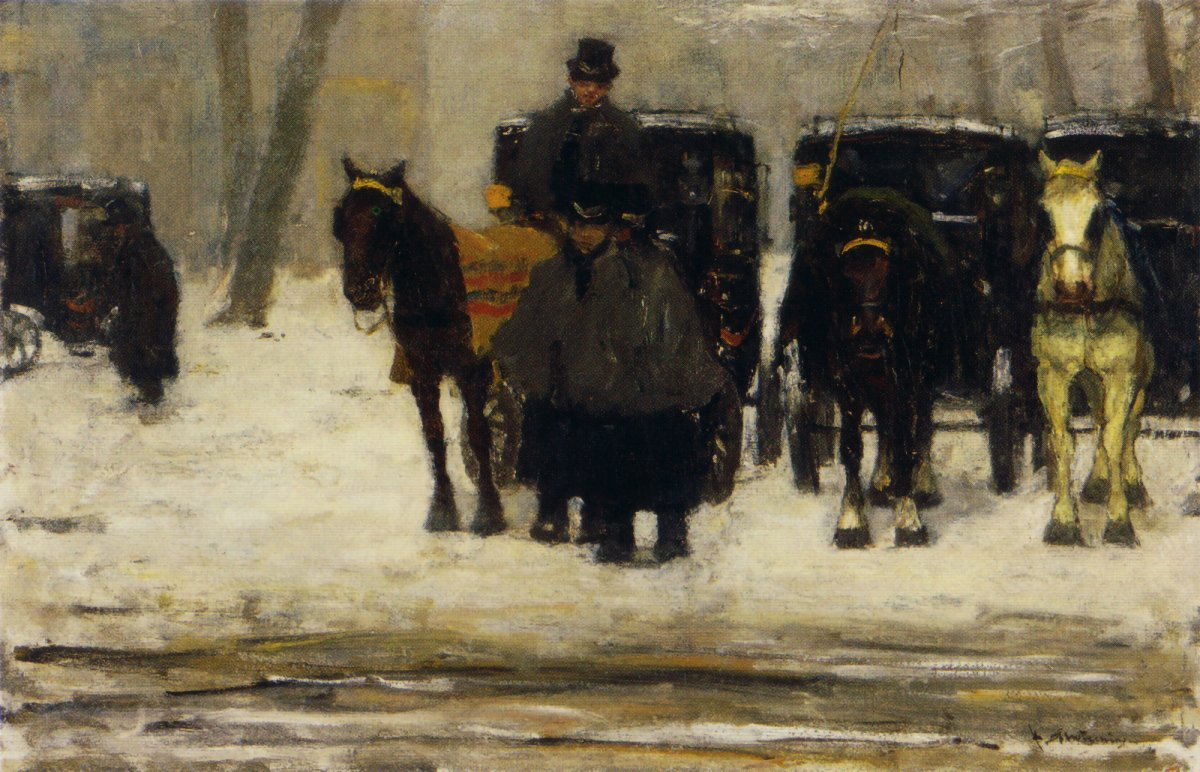
Huurkoetsen in de sneeuw
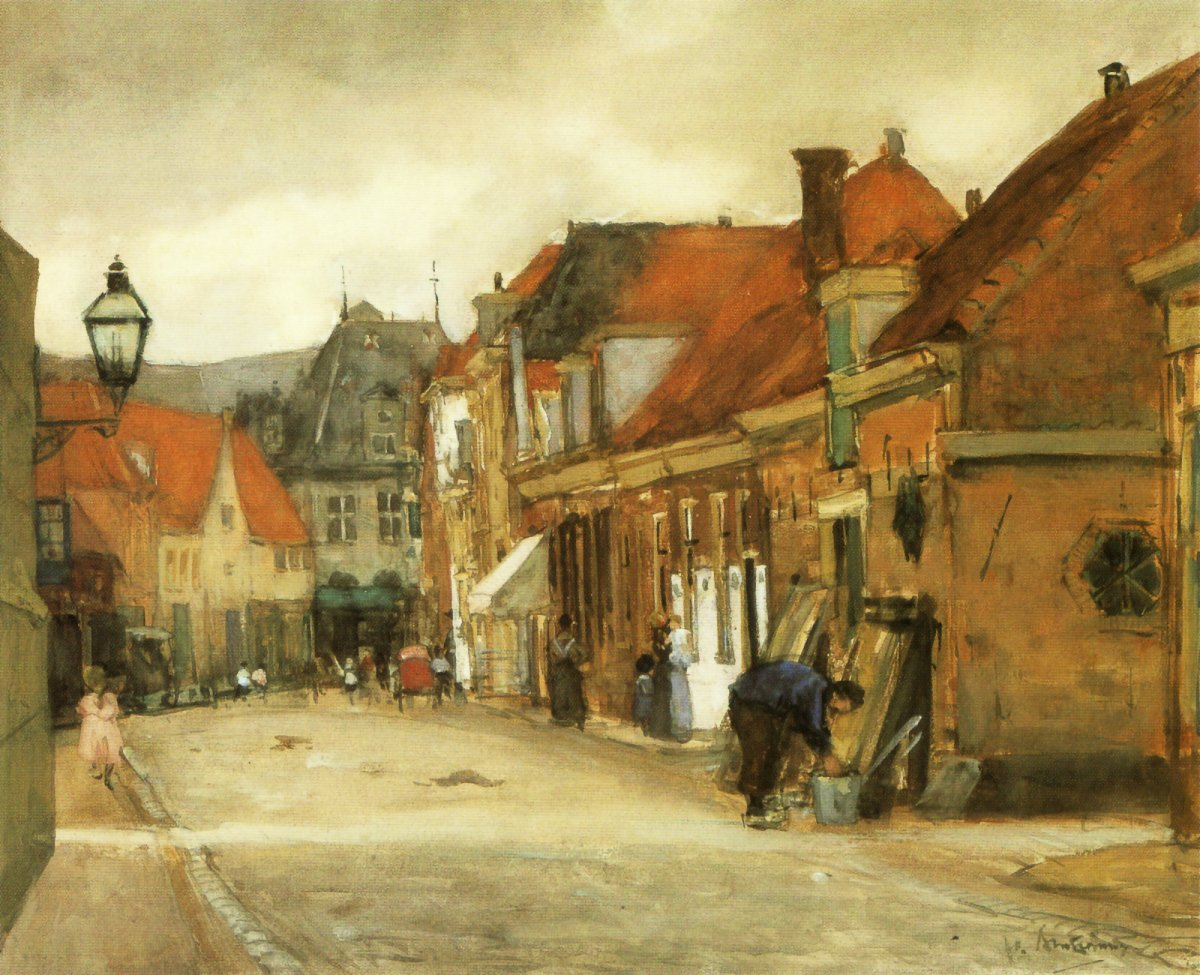
Straatje in Hoorn, met zicht op de Kaaswaag (1905)
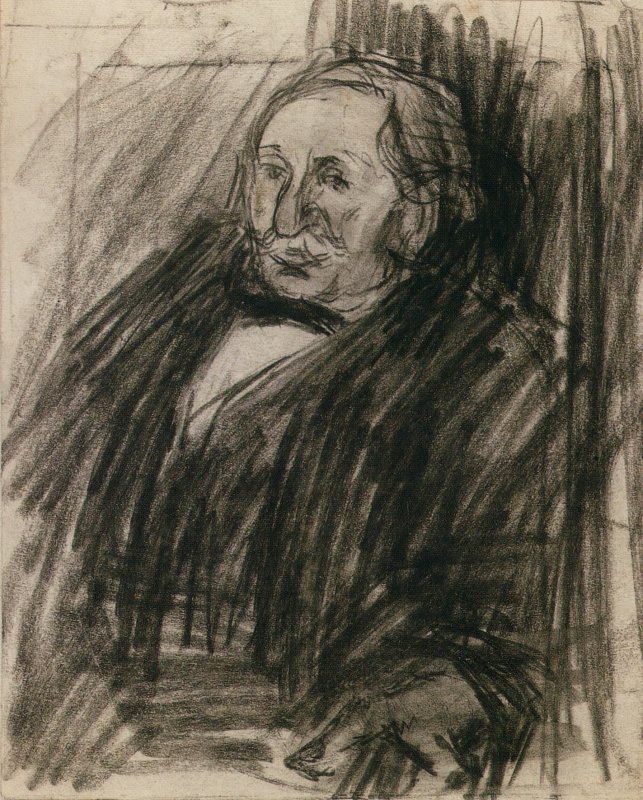
Portret van Willem Maris (tekening) (Collectie Kunstmuseum Den Haag)
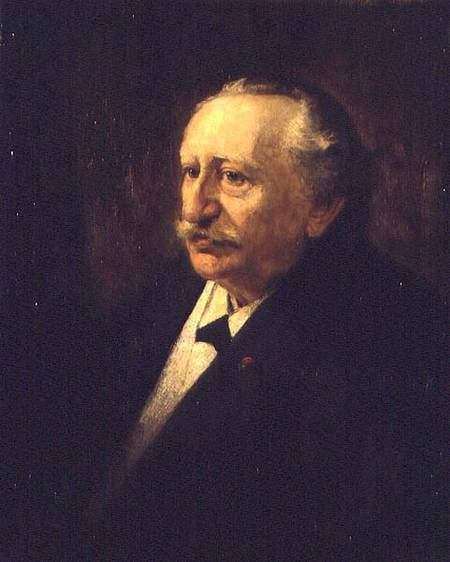
Portret van Willem Maris (1903), olieverf (Collectie Kunstmuseum Den Haag)
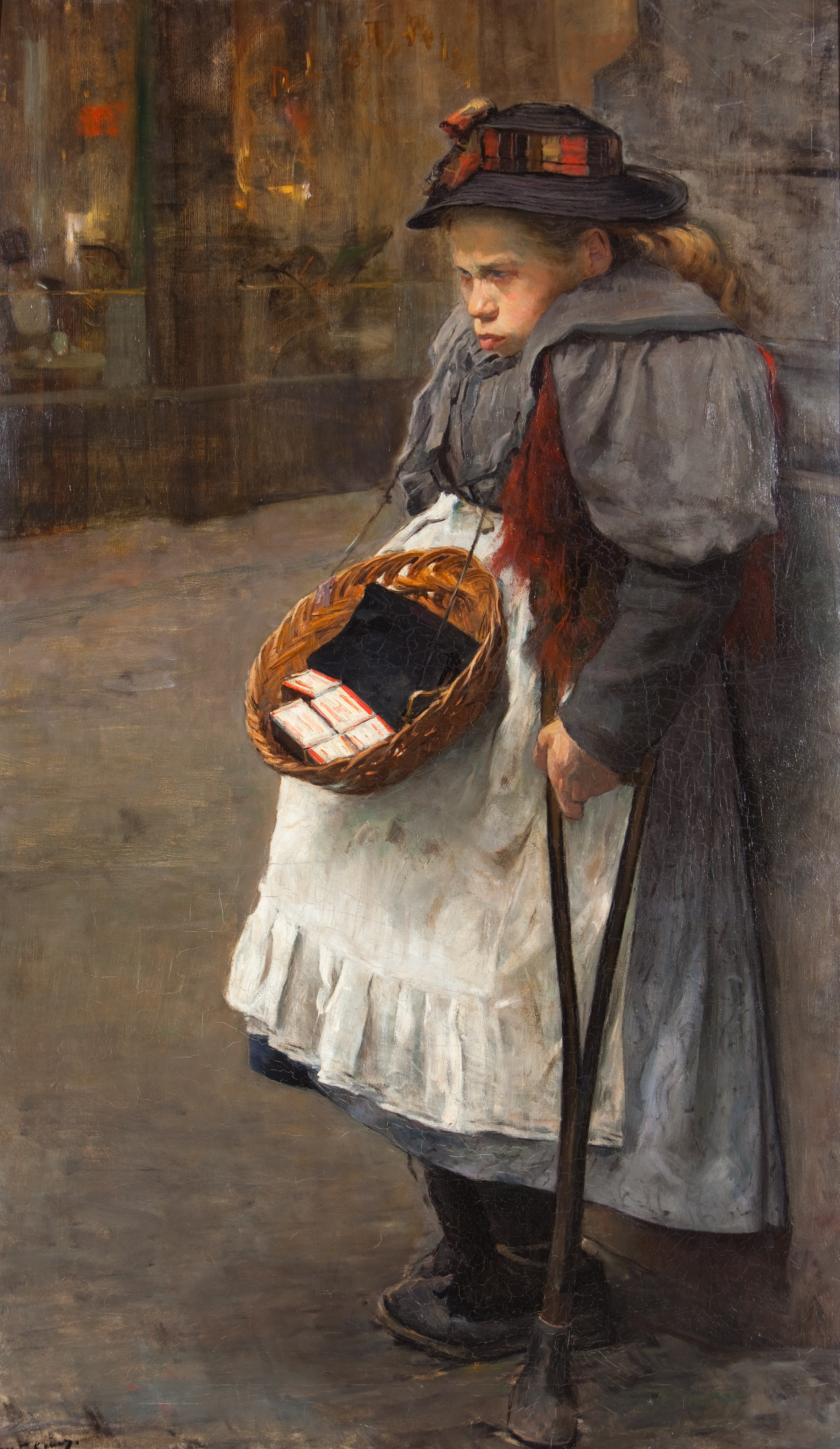
Lucifermeisje (ca. 1900), olieverf (Collectie Haags Historisch Museum)

- Biografisch Portaal: 12150247
- Gemeinsame Normdatei: 133882705
- International Standard Name Identifier: 0000 0000 6687 6241
- Library of Congress Control Number: nr2001018047
- Nederlandse Thesaurus van Auteursnamen: 06991723X
- RKD-Nederlands Instituut voor Kunstgeschiedenis: 2566
- SNAC: w6b3610n
- Système universitaire de documentation: 128516860
- Union List of Artist Names: 500030826
- Virtual International Authority File: 47964793
- WorldCat: E39PBJB4ghcvwyD8pCGCV7HcT3